# 239 Dywizja Piechoty (III Rzesza)
239 Dywizja Piechoty (niem. 239. Infanterie-Division) – niemiecka dywizja z czasów II wojny światowej, sformowana przez dowództwo Landwehry w Opolu na mocy rozkazu z 26 sierpnia 1939, w 3. fali mobilizacyjnej w VIII Okręgu Wojskowym. Po wybuchu wojny dywizja wkroczyła z Gliwic na polski Górny Śląsk. 4 września 1939 zajęła Katowice.

## Struktura organizacyjna
- Struktura organizacyjna w sierpniu 1939 roku:

327., 372. i 444. pułk piechoty, 239. pułk artylerii, 239. batalion pionierów, 239. oddział rozpoznawczy, 239. oddział przeciwpancerny, 239. oddział łączności;
- Struktura organizacyjna w czerwcu 1940 roku:

327., 372. i 444. pułk piechoty, 239. pułk artylerii, 239. batalion pionierów, 239. oddział rozpoznawczy, 239. oddział przeciwpancerny, 239. oddział łączności, 239. polowy batalion zapasowy;

## Dowódca dywizji
- Generalmajor (Generalleutnant) Ferdinand Neuling 26 VIII 1939 – XII 1941;